# Спринг Риџ (Флорида)
Спринг Риџ (енгл. Spring Ridge) насељено је место без административног статуса у америчкој савезној држави Флорида.

## Демографија
По попису из 2010. године број становника је 398.
| Група             | 2000.    | 2010.       |
| Белци             | 0 (0,0%) | 352 (88,4%) |
| Афроамериканци    | 0 (0,0%) | 4 (1,0%)    |
| Азијати           | 0 (0,0%) | 3 (0,8%)    |
| Хиспаноамериканци | 0 (0,0%) | 28 (7,0%)   |
| Укупно            | 0        | 398         |